# Månbas Alpha
Månbas Alpha (engelska: Space: 1999) är en brittisk science fiction-TV-serie, skapad av produktionsteamet Gerry Anderson och Sylvia Anderson. Bland skådespelarna ses Martin Landau och Barbara Bain.

## Ramhandling
13 september 1999 slungas månen ur sin bana och bort från jordens dragningskraft efter en atomexplosion. Serien följer kampen för överlevnad för den koloni av forskare som lever på månbasen sedan denna förlorat all kontakt med planeten Jorden.

## Produktion och distribution
Månbas Alpha sändes ursprungligen i ITV 4 september 1975 – 5 november 1977.
SVT visade 10 avsnitt sommaren 1976 och 4 avsnitt i december 1977. Månbas Alpha var den andra renodlade SF-serie som visades i svensk television (den första, den tyska serien Rymdpatrullen, visades redan tio år tidigare). Vid samma tid, kring 1966, visades i svensk TV även "Objekt Z" producerad av Associated-Rediffusion Television, UK. Serien har även visats i TV 3, med start den 27 november 1990, och i ZTV hösten 1997. Sommaren 2008 visades säsong två för första gången i svensk TV då TV 4 Science Fiction valde att visa serien i sin helhet.

## Stil och mottagande
Serien var av skiftande ton; vissa avsnitt har ett filosofiskt och existentiellt perspektiv, andra avsnitt förefaller enbart parodiska.
Säsong ett ansågs vara mycket bra och banbrytande inom science fiction-genren. Mattel gjorde även leksaker baserade på Månbas Alpha. Medan säsong två anses vara ett stort misslyckande. Till den andra säsongen, kallad Year Two, hade nyckelpersoner i serien antingen bytts ut mot nya eller rent av bara försvunnit, utan att en förklaring till detta ges. Bland annat försvann rollfiguren professor Victor Bergman, medan Tony Verdeschi tillkom. Dessutom ersattes Main Mission med Command Centre.
En annan stor anledning till att säsong två misslyckades anses vara att producenten Sylvia Anderson lämnat projektet och ersatts med Freddie Frieberger. Serien använde sig oftast av italienska designmöbler i plast men också svenska designade föremål som Gustavsbergs plastkanna Duett av Carl-Arne Breger.

## Avsnitt, säsong 1
| Nr | Sändningsdatum   | Sändningstid | Svensk titel           | Originaltitel               |
| -- | ---------------- | ------------ | ---------------------- | --------------------------- |
| 1  | 8 maj 1976       | 21.35-22.25  | Katastrofen            | Breakaway                   |
| 2  | 15 maj 1976      | 21.35-22-25  | Resenären              | Voyager's Return            |
| 3  | 22 maj 1976      | 21.35-22.25  | Ringen runt Månen      | Ring Around the Moon        |
| 4  | 29 maj 1976      | 21.35-22.25  | Svart Sol              | Black Sun                   |
| 5  | 5 juni 1976      | 21.35-22.25  | Rymdhjärnan            | Space Brain                 |
| 6  | 12 juni 1976     | 21.35-22.35  | Antimateria            | Matter of Life and Death    |
| 7  | 19 juni 1976     | 21.35-22.25  | Krigsspel              | War Games                   |
| 8  | 26 juni 1976     | 21.35-22.25  | Den sista soluppgången | The Last Sunset             |
| 9  | 3 juli 1976      | 21.35-22.25  |                        | The Troubled Spirit         |
| 10 | 10 juli 1976     | 21.25-22.25  |                        | Another Time, Another Place |
| 11 | 8 december 1977  | 20.10-21.00  | I riktning mot jorden  | Earthbound                  |
| 12 | 15 december 1977 | 20.10-21.00  | Testamentet            | The Testament of Arkadia    |
| 13 | 22 december 1977 | 20.10-21.00  | Maskin eller människa  | The Infernal Machine        |
| 14 | 29 december 1977 | 20.10-21.00  | Paradiset              | Guardian of Piri            |
| 15 | -                | -            | -                      | The Full Circle             |
| 16 | -                | -            | -                      | Force of Life               |
| 17 | -                | -            | -                      | Mission of the Darians      |
| 18 | -                | -            | -                      | Collision Course            |
| 19 | -                | -            | -                      | Dragon's Domain             |
| 20 | -                | -            | -                      | Death's Other Dominion      |
| 21 | -                | -            | -                      | Missing Link                |
| 22 | -                | -            | -                      | End of Eternity             |
| 23 | -                | -            | -                      | Alpha Child                 |
| 24 | -                | -            | -                      | The Last Enemy              |

## Avsnitt, säsong 2
| Nr | Originaltitel                 |
| -- | ----------------------------- |
| 1  | The Metamorph                 |
| 2  | The Exiles                    |
| 3  | Journey to Were               |
| 4  | One Moment of Humanity        |
| 5  | Brian the Brain               |
| 6  | New Adam new Eve              |
| 7  | The Mark of Arcanon           |
| 8  | The Rules of Luton            |
| 9  | All that Glisters             |
| 10 | The Taybor                    |
| 11 | Seed of Destruction           |
| 12 | The AB chrystalis             |
| 13 | Catacombs of the Moon         |
| 14 | Space Warp                    |
| 15 | A Matter of Balance           |
| 16 | The Beta Cloud                |
| 17 | The Lambda Factor             |
| 18 | The Bringers of Wonder part 1 |
| 19 | The Bringers of Wonder part 2 |
| 20 | The Seance Spectre            |
| 21 | Dorzak                        |
| 22 | Devil's Planet                |
| 23 | The Immunity Syndrome         |
| 24 | The Dorcons                   |

### Fotnoter
1. ↑  hämtat från: engelskspråkiga Wikipedia.[källa från Wikidata]
2. ↑  Anthony Clark. ”Space: 1999 (1975-77)” (på engelska). Screen Online. http://www.screenonline.org.uk/tv/id/442067/. Läst 9 juli 2016.